# 楠美省吾

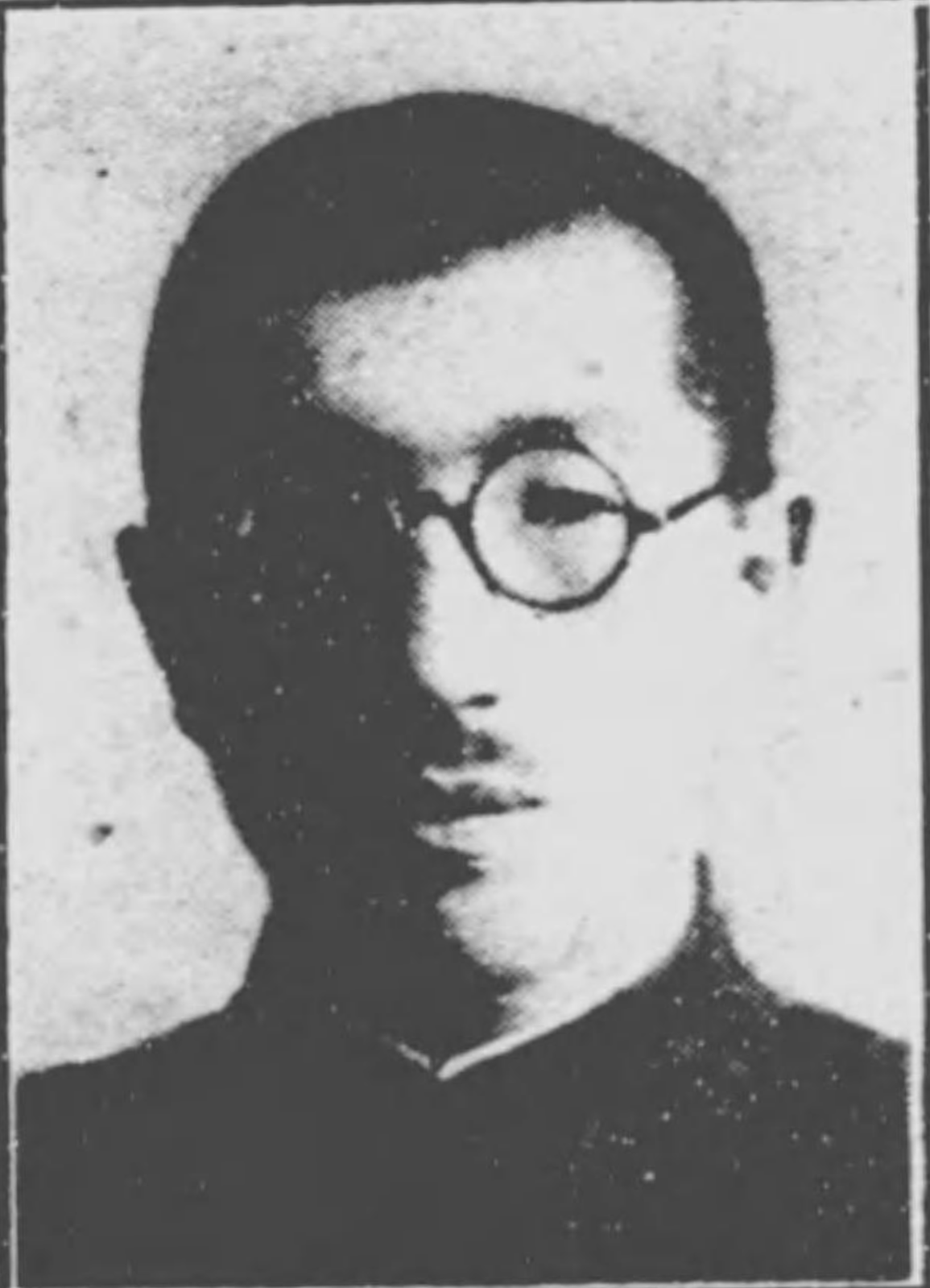
楠美省吾

楠美 省吾（くすみ せいご、1905年〈明治38年〉9月13日 – 1980年〈昭和55年〉1月13日）は、日本の政治家、衆議院議員（3期）。

## 来歴
青森県北津軽郡七和村大字高野（現五所川原市）出身。1925年、旧制日本大学中学校（現在の日本大学第一高等学校）卒。同年旧制弘前高等学校入学。1931年東北帝国大学法律科卒。翌年満洲国大同学院卒。卒業後は満洲国に勤務する。1942年の翼賛選挙では郷里の青森県から非推薦で立候補して当選した。戦後、公職追放となり、追放解除後の1952年の第25回衆議院議員総選挙で青森2区から改進党公認で立候補したが落選、翌年の第26回衆議院議員総選挙で当選した。石橋、第1次岸内閣で行政管理政務次官に就任した。1958年の第28回衆議院議員総選挙で落選、その後も続けて立候補したが当選することはなかった。
この他日産サニー弘前販売（株）社長を務めた。
1975年11月の秋の叙勲で勲三等に叙され、旭日中綬章を受章する。
1980年1月13日、死去した。74歳没。同月18日、特旨を以て位記を追賜され、死没日付を以て従四位に叙された。